# Guilhem Guirado
Guilhem Guirado (Céret, 17 giugno 1986) è un rugbista a 15 francese, tallonatore del Montpellier in Top 14.

## Biografia
Proveniente da Céret, comune pirenaico, Guirado si formò rugbisticamente ad Arles-sur-Tech. Nel 2005 si spostò nelle giovanili del Perpignano, intraprendendo nel frattempo gli studi presso l'università locale, in cui successivamente si laureò in gestione logistica e trasporti.
Il suo debutto professionistico avvenne proprio con il club del dipartimento dei Pirenei Orientali nella seconda giornata del Top 14 2006-2007; nella stessa stagione esordì anche in Heineken Cup nell'incontro con Benetton. Le due annate successive videro aumentare costantemente il suo utilizzo, tanto che subentrò dalla panchina nella finale del Top 14 2008-2009 che vide il Perpignano vincere il suo settimo titolo francese sconfiggendo il Clermont. Nella stagione seguente raggiunse la seconda finale consecutiva del campionato francese; nonostante la sconfitta, questa volta ottenne la gratificazione di giocare come titolare. L'anno dopo arrivò fino alla semifinale di Heineken Cup, dove, malgrado la meta segnata, fu battuto da Northampton. La semifinale della Challenge Cup 2012-2013 fu l'ultima gioia con il Perpignano che l'anno successivo retrocesse in Pro D2 spingendolo a trasfersi al Tolone. L'esperienza con la nuova squadra iniziò al meglio con la vittoria dell'European Rugby Champions Cup 2014-2015, primo titolo europeo per Guirado. Nel 2015-2016 e nel 2016-2017 giocò, da titolare, due finali di Top 14, venendo sconfitto in entrambe le occasioni; ebbe quantomeno la soddisfazione personale di essere inserito tra i nominati per il prestigioso premio di giocatore europeo dell'anno nel 2016. Dopo cinque stagioni passate a Tolone, lasciò il club per trasferirsi nel Montpellier. L'esordio con la nuova formazione fu, però, molto sfortunato in quanto subì un grave infortunio che, complice la sospensione del campionato a causa della Pandemia di COVID-19, mise fine alla sua annata.
A livello internazionale, Guirado fece parte della rosa della nazionale francese Under-21 che vinse il mondiale di categoria nel 2006 Due anni più tardi il commissario tecnico Marc Lièvremont lo fece debuttare nella Francia nel corso della sfida contro l'Italia valida come quarta giornata del Sei Nazioni. A seguito di questa singola apparizione, ritornò in nazionale nel 2009 disputando un incontro sia durante il tour estivo dei transalpini sia durante la sessione novembrina di test-matches. Il 2010 vide notevolmente aumentare le sue presenze, dopo essere sceso in campo in tutte le sfide della tournée di giugno, giocò anche tutte le partite di novembre, ottenendo la sua prima partenza come titolare contro le Figi a Nantes. Nel Sei Nazioni 2011 fu assente in una sola giornata; queste prestazioni e quelle offerte nelle due amichevoli preparatorie contro l'Irlanda gli valsero la chiamata nella selezione francese convocata per la Coppa del Mondo di rugby 2011. Nel corso del mondiale, chiuso dai Bleus al secondo posto finale, disputò solamente la partita della fase a gironi con il Canada. Inizialmente non considerato dal nuovo selezionatore Philippe Saint-André, fu richiamato in nazionale in occasione degli ultimi due incontri del Sei Nazioni 2013, venendo poi convocato anche per la tournée estiva dove affrontò per la prima volta la Nuova Zelanda. L'annata successiva subentrò dalla panchina nelle ultime due giornate del Sei Nazioni, per poi essere presente in tutti i test-matches sia della sessione estiva, nel corso della quale segnò la sua prima meta internazionale contro l'Australia, sia di quella autunnale. La definitiva affermazione come tallonatore titolare dei Les Bleus avvenne nel 2015; il Sei Nazioni di quell'anno lo vide, infatti, partire dal primo minuto in ogni incontro. Inserito nella squadra francese allargata per la Coppa del Mondo di rugby 2015, giocò tutte le amichevoli preparatorie ottenendo in seguito un posto tra i convocati finali. Nel corso della competizione iridata giocò da titolare tutte le partite, tranne quella della fase a gironi contro la Romania, concludendo la sua seconda esperienza ad un mondiale con la sconfitta ai quarti di finale per mano degli All Blacks, futuri campioni. Il subentrò, nella stagione seguente, di Guy Novès come commissario tecnico della nazionale transalpina vide la sua nomina a capitano. Ricoprì per la prima volta questo ruolo contro l'Italia nella giornata inaugurale del Sei Nazioni 2016. Nel prosieguo dell'annata giocò tutte le partite disputate dalla Francia, non venendo, però, convocato per il tour estivo in Argentina; a fine anno ottenne il premio come miglior giocatore internazionale francese alla Nuit de rugby. Durante il 2017 saltò un'unica sfida in nazionale, raggiungendo, nel contempo, il prestigioso traguardo della cinquantesima presenza internazionale nella sfida all'Italia valida come quarta giornata del Sei Nazioni 2017. L'esonero di Novès, con la conseguente nomina di Jacques Brunel come guida tecnica non ebbe nessun impatto né sul suo utilizzo né sul suo ruolo di capitano. Tra il 2018 ed il 2019, infatti, mancò un solo incontro tra quelli disputati dalla Francia, ad esclusione della tournée estiva del 2018 per la quale non fu convocato. Dopo aver giocato due amichevoli preparatorie, fu selezionato per guidare da capitano i Bleus nella Coppa del Mondo di rugby 2019. Alla sua terza partecipazione ad un mondiale, scese in campo tutte le partite fino ai quarti di finale dove i transalpini furono sconfitti dal Galles. Quella fu la sua ultima apparizione in nazionale, in quanto al termine della competizione iridata annunciò il suo ritiro dall'attività internazionale. Guirado disputò un totale di 74 incontri con la maglia della Francia, risultando secondo per numero di partite come tallonatore titolare (50) e quinto per presenze come capitano (33).

## Palmarès
- Campionati francesi: 2
Perpignano: 2008-09
Montepellier: 2021-22
- Champions Cup: 1
Tolone: 2014-15
- Challenge Cup: 1
Montpellier: 2020-21